# Lorry-lès-Metz
Lorry-lès-Metz és un municipi francès, situat al departament del Mosel·la i a la regió del Gran Est. L'any 2007 tenia 1.401 habitants.

## Demografia

### Població
El 2007 la població de fet de Lorry-lès-Metz era de 1.401 persones. Hi havia 528 famílies, de les quals 96 eren unipersonals (20 homes vivint sols i 76 dones vivint soles), 188 parelles sense fills, 212 parelles amb fills i 32 famílies monoparentals amb fills.
La població ha evolucionat segons el següent gràfic:
Habitants censats

### Habitatges
El 2007 hi havia 568 habitatges, 549 eren l'habitatge principal de la família, 1 era una segona residència i 18 estaven desocupats. 503 eren cases i 64 eren apartaments. Dels 549 habitatges principals, 476 estaven ocupats pels seus propietaris, 60 estaven llogats i ocupats pels llogaters i 13 estaven cedits a títol gratuït; 4 tenien una cambra, 13 en tenien dues, 32 en tenien tres, 98 en tenien quatre i 402 en tenien cinc o més. 462 habitatges disposaven pel capbaix d'una plaça de pàrquing. A 199 habitatges hi havia un automòbil i a 319 n'hi havia dos o més.

### Piràmide de població
La piràmide de població per edats i sexe el 2009 era:
| Homes | Edats   | Dones |
| ----- | ------- | ----- |
| 0     | 95 o +  | 0     |
| 0     | 90 a 94 | 4     |
| 4     | 85 a 89 | 8     |
| 8     | 80 a 84 | 20    |
| 20    | 75 a 79 | 8     |
| 40    | 70 a 74 | 40    |
| 36    | 65 a 69 | 56    |
| 56    | 60 a 64 | 32    |
| 24    | 55 a 59 | 32    |
| 84    | 50 a 54 | 52    |
| 64    | 45 a 49 | 72    |
| 72    | 40 a 44 | 88    |
| 32    | 35 a 39 | 32    |
| 40    | 30 a 34 | 28    |
| 24    | 25 a 29 | 40    |
| 64    | 20 a 24 | 28    |
| 40    | 15 a 19 | 68    |
| 72    | 10 a 14 | 44    |
| 48    | 5 a 9   | 40    |
| 24    | 0 a 4   | 12    |

## Economia
El 2007 la població en edat de treballar era de 930 persones, 657 eren actives i 273 eren inactives. De les 657 persones actives 623 estaven ocupades (326 homes i 297 dones) i 34 estaven aturades (21 homes i 13 dones). De les 273 persones inactives 88 estaven jubilades, 130 estaven estudiant i 55 estaven classificades com a «altres inactius».

### Ingressos
El 2009 a Lorry-lès-Metz hi havia 574 unitats fiscals que integraven 1.515 persones, la mediana anual d'ingressos fiscals per persona era de 26.667 €.

### Activitats econòmiques
Dels 47 establiments que hi havia el 2007, 1 era d'una empresa alimentària, 2 d'empreses de fabricació d'altres productes industrials, 7 d'empreses de construcció, 11 d'empreses de comerç i reparació d'automòbils, 4 d'empreses de transport, 1 d'una empresa d'hostatgeria i restauració, 1 d'una empresa d'informació i comunicació, 2 d'empreses financeres, 1 d'una empresa immobiliària, 7 d'empreses de serveis, 8 d'entitats de l'administració pública i 2 d'empreses classificades com a «altres activitats de serveis».
Dels 7 establiments de servei als particulars que hi havia el 2009, 1 era un paleta, 1 guixaire pintor, 2 lampisteries, 1 electricista, 1 perruqueria i 1 agència immobiliària.
Dels 2 establiments comercials que hi havia el 2009, 1 era una botiga de menys de 120 m² i 1 una botiga de roba.
L'any 2000 a Lorry-lès-Metz hi havia 6 explotacions agrícoles.

## Equipaments sanitaris i escolars
El 2009 hi havia una escola elemental.

## Poblacions més properes
El següent diagrama mostra les poblacions més properes.